# مدينغلي (كامبريدجشير)
مدينغلي (بالإنجليزية: Madingley)‏ هي قرية وأبرشية مدنية تقع في المملكة المتحدة في South Cambridgeshire. يقدر عدد سكانها بـ 206 نسمة .